# Fred Germonprez
Alfred (Fred) Jan Eugeen Germonprez (De Panne, 30 januari 1914 – Kortrijk, 27 maart 2001) was een Belgisch auteur en journalist.

## Leven
Germonprez was afkomstig uit de middenklasse aan de westkust. Hij deed zijn humaniorastudies in het Frans, eerst in het Sint-Bernarduscollege in Nieuwpoort en vanaf 1932 in het Sint-Jozefscollege in Moeskroen. Door een slepende longkwaal (tuberculose) kon hij zijn rechtenstudies niet afmaken. Hij kwam op krachten in de abdij van Averbode, waar hij kennis maakte met Ernest Claes en Felix Timmermans. Terug aan de kust vond hij werk als secretaris bij de Nieuwpoortse Commissie voor Openbare Onderstand.
Vanaf 1935 begon hij te publiceren in tijdschriften als Nieuw Vlaanderen, De Vlaamsche Gids en De Nieuwe Gids. In 1936 bewerkte hij een verhaal voor de reeks Vlaamsche Filmkens. Twee jaar later debuteerde hij met twee eigen kortverhalen, Kinderen van de zee. Hij liet ze verschijnen bij Nieuwe Orde-uitgeverij De Phalanx. Kort daarna brak de Tweede Wereldoorlog uit en werd hij celleider bij de DeVlag. Hiervoor werd hij in 1944 gearresteerd en veroordeeld tot een gevangenisstraf.
Na zijn vrijlating werd Germonprez voltijds journalist: eerst als redactiesecretaris bij het Brusselse weekblad Omroep en vanaf 1946 bij de Kortrijkse editie van Het Volk, de Koerier van West-Vlaanderen. Hij beleefde een echtscheiding en schreef zijn eerste roman (Iseland, Iseland). Later zetelde hij in de kernredactie van het tijdschrift Vlaanderen.

## Werk
Fred Germonprez is vooral bekend als schrijver van historische fictie met sociale inslag. In veel van zijn werk nam de zee een prominente plaats in. Voor Iseland, Iseland (1950) baseerde hij zich op getuigenissen van bejaarde IJslandvissers. Met volkse boeken over de kaper Jan Bart en de boef Lodewijk Baekelandt oogstte hij veel succes. Zijn romans zijn uitgebreid vertaald in het Tsjechisch en ook in het Duits, Hongaars, Pools en Frans.
Daarnaast schreef hij ook poëzie (gepubliceerd in tijdschriften als Voetlicht, De Vlaamsche Gids. Volk en het VNV-blad Volkskamp), enkele monografieën en talloze bijdragen in tijdschriften. Hij heeft ook tientallen luisterspelen voor de radio en een grammofoonplaat op zijn actief.
Zijn oeuvre werd in 1974 bekroond met de Prijs Scriptores Catholici.

## Publicaties

### Fictie
- 1938 - Kinderen van de zee
- 1939 - Wij leven
- 1941 - Volk uit den Westhoek (Pentekeningen van Tjienke Dagnelie)
- 1942 - Dossier zeven en dertig (verhaal in de bundel Bloei)
- 1943 - Dat dwaze hart
- 1944 - Ik wil leven (heruitgave van Wij leven)
- 1950 - Iseland, Iseland...
- 1952 - Moerduivels
- 1952 - Naar veilige haven
- 1954 - Mensen in de schaduw
- 1956 - Kaper Jan Bart (Karel Barbierprijs 1959)
- 1958 - De derde hoofdzonde
- 1958 - De zee laat niet meer los
- 1960 - In de branding
- 1961 - Hanen en kraaiepoten
- 1963 - Omnibus van de zee (bevat: Iseland, Moerduivels, Kaper Jan Bart)
- 1964 - Dossier Baekelandt (in 1967 bewerkt voor het toneel)
- 1969 - De magistraat
- 1973 - Haaien op de kust (Lode Baekelmansprijs 1976)
- 1978 - Laatste berichten
- 1982 - Omnibus (bevat: De derde hoofdzonde, Haaien op de kust en Ik wil leven)

### Non-fictie
- 1940 - De westkust onder vuur (aanvankelijk als dagboek verschenen in Volk en Staat)
- 1965 - Kortrijkse figuren (Eerste reeks)
- 1967 - Jozef De Coene
- 1969 - Marthe De Spiegeleir
- 1980 - Kortrijkse figuren (Tweede reeks)
- 1983 - Jozef De Coene en de Kortrijkse kunstwerkstede
- 1984 - Kortrijkse figuren (Derde reeks)

### Spektakel
- 1953 - Naar veilige haven (massaspel te Oostende onder regie van choreograaf Heiko Kolt)
- 1960 - Door de branding (massaspel op de Grote Markt te Kortrijk)

## Onderscheidingen
- 1955 - Prijs van de Westhoek (beste toeristische reportage)
- 1970 - Ridder in de Kroonorde
- 1972 - Ridder van ‘'t Manneke uit de Mane’
- 1975 - Plaket van de stad Kortrijk
- 1975 - Plaket van de provincie West-Vlaanderen
- 1975 - Eremetaal van Sabam
- 1976 - Ereteken van de Arbeid eerste klasse
- 1978 - Doctor Humoris Causa bij de Totentrekkersgarde in Brugge
- 1980 - Zilveren plaket van de provincie West-Vlaanderen
- 1980 - Ridder in de Leopoldsorde
- 1987 - Officier in de Orde van Leopold II